# Вебстер (Висконсин)
Вебстер (енгл. Webster) град је у америчкој савезној држави Висконсин.

## Демографија
По попису из 2010. године број становника је 653, што је 0 (0,0%) становника више него 2000. године.
| Група             | 2000.       | 2010.       |
| Белци             | 591 (90,5%) | 583 (89,3%) |
| Афроамериканци    | 3 (0,5%)    | 12 (1,8%)   |
| Азијати           | 3 (0,5%)    | 1 (0,2%)    |
| Хиспаноамериканци | 2 (0,3%)    | 13 (2,0%)   |
| Укупно            | 653         | 653         |